# Mauser MG 213
MG 213 – działko rewolwerowe kalibru 20 mm opracowane dla potrzeb Luftwaffe w czasie II wojny światowej. Nie weszło nigdy do produkcji seryjnej, ale służyło jako punkt wyjścia dla kilku konstrukcji powstałych po wojnie w Stanach Zjednoczonych i Wielkiej Brytanii jak ADEN czy M39.  Istniał także model o kalibrze 30 mm znany jako MG 213/30, MG 213C i MK 213.

## Dane techniczne
W nawiasach dane dla modelu 30 mm.
- Kaliber: 20 mm (30 mm)
- Masa: 75 kg
- Długość: 1930 mm (1630 mm)
- Prędkość wylotowa pocisku: 1065 m/s
- Szybkostrzelność teoretyczna: 1300 strzałów/min (1180 strzałów na minutę).